# Julien Dufaux
Julien Dufaux (Sint-Truiden, 21 september 1941 – 12 januari 2007) was een Belgisch senator.

## Levensloop
Dufaux werd beroepshalve leraar geschiedenis en zedenleer in Maaseik en Landen. Ook werd hij privé- en kabinetssecretaris van Willy Claes.
Hij was politiek actief voor de BSP en daarna de SP. Van 1968 tot 1976 was hij secretaris en van 1976 tot 1994 voorzitter van de BSP/SP-afdeling van Sint-Truiden. In deze gemeente werd hij van 1970 tot 1985 gemeenteraadslid en van 1971 tot 1977 schepen van Cultuur. Tevens was hij van 1977 tot 1989 en van 1991 tot 2006 provincieraadslid van Limburg, waar hij van 1985 tot 1989 en van 1991 tot 2000 eveneens gedeputeerde was.
Van 1989 tot 1991 zetelde Dufaux eveneens als opvolger van de overleden Henri Knuts als rechtstreeks verkozen senator voor het arrondissement Hasselt-Tongeren-Maaseik. In de periode februari 1989-november 1991 had hij als gevolg van het toen bestaande dubbelmandaat ook zitting in de Vlaamse Raad. De Vlaamse Raad was vanaf 21 oktober 1980 de opvolger van de Cultuurraad voor de Nederlandse Cultuurgemeenschap, die op 7 december 1971 werd geïnstalleerd, en was de voorloper van het huidige Vlaams Parlement.  
Zijn zoon Peter Dufaux werd ook politiek actief.